# Sjeng Schalken
Pour les articles homonymes, voir Schalken.
Sjeng Schalken, né le 8 septembre 1976 à Weert, est un joueur de tennis néerlandais, professionnel de 1994 à 2006. Durant sa carrière professionnelle, il a notamment remporté 9 titres sur le Circuit ATP.

## Biographie

### Carrière sportive
Il remporte le premier de ses deux titres à Bois-le-Duc lors de l'Ordina Open en 2002, battant en finale le Français Arnaud Clément en trois sets (3-6, 6-3, 6-2).

### Vie privée
Il réside actuellement à Monte-Carlo. Il a mis un terme à sa carrière en mars 2007 à la suite de blessures récurrentes.

## Résultats en Grand Chelem

### En simple
| Année | Open d'Australie | Open d'Australie       | Roland-Garros | Roland-Garros     | Wimbledon       | Wimbledon           | US Open         | US Open         |
| ----- | ---------------- | ---------------------- | ------------- | ----------------- | --------------- | ------------------- | --------------- | --------------- |
| 1995  | -                | -                      | -             | -                 | 1er tour        | Alexander Mronz     | 1er tour        | Cédric Pioline  |
| 1996  | 1er tour         | Jean-Philippe Fleurian | 2e tour       | Adrian Voinea     | 1er tour        | Michael Stich       | 3e tour         | Guy Forget      |
| 1997  | 1er tour         | Jim Courier            | 1er tour      | Ramón Delgado     | 1er tour        | Marcos Ondruska     | 2e tour         | Gustavo Kuerten |
| 1998  | 1er tour         | Pete Sampras           | 1er tour      | Daniel Vacek      | 1er tour        | Jan-Michael Gambill | 1er tour        | Martin Damm     |
| 1999  | 2e tour          | Daniel Nestor          | 3e tour       | Gustavo Kuerten   | 3e tour         | Jim Courier         | 1er tour        | Lorenzo Manta   |
| 2000  | 2e tour          | Andre Agassi           | 1er tour      | Sargis Sargsian   | 3e tour         | Mark Philippoussis  | 3e tour         | Nicolas Kiefer  |
| 2001  | 1er tour         | Jan Siemerink          | 2e tour       | Tim Henman        | 3e tour         | Tim Henman          | 3e tour         | Roger Federer   |
| 2002  | 1er tour         | Karol Kučera           | 3e tour       | Lleyton Hewitt    | Quart de finale | Lleyton Hewitt      | Demi-finale     | Pete Sampras    |
| 2003  | 2e tour          | Mario Ančić            | 3e tour       | Fernando González | Quart de finale | Roger Federer       | Quart de finale | Andy Roddick    |
| 2004  | 4e tour          | Andy Roddick           | -             | -                 | Quart de finale | Andy Roddick        | -               | -               |
| 2005  | 1er tour         | Joachim Johansson      | -             | -                 | -               | -                   | -               | -               |

À droite du résultat, l'ultime adversaire.

### En double
| Année | Open d'Australie            | Open d'Australie            | Roland-Garros               | Roland-Garros                     | Wimbledon                     | Wimbledon                     | US Open                            | US Open                           |
| ----- | --------------------------- | --------------------------- | --------------------------- | --------------------------------- | ----------------------------- | ----------------------------- | ---------------------------------- | --------------------------------- |
| 1996  | -                           | -                           | 2e tour Paul Haarhuis       | Trevor Kronemann David Macpherson | 2e tour Menno Oosting         | Sébastien Lareau Alex O'Brien | Quart de finale Hendrik Jan Davids | Mark Philippoussis Patrick Rafter |
| 1997  | 1er tour Hendrik Jan Davids | Jiri Novak Cyril Suk        | 1er tour Hendrik Jan Davids | Karsten Braasch Jens Knippschild  | -                             | -                             | 1er tour Jan Siemerink             | Michael Sell David Witt           |
| 1998  | -                           | -                           | -                           | -                                 | -                             | -                             | -                                  | -                                 |
| 1999  | -                           | -                           | -                           | -                                 | 2e tour David Rikl            | Neil Broad Robbie Koenig      | 1er tour Jan Siemerink             | Andrew Florent David Macpherson   |
| 2000  | -                           | -                           | -                           | -                                 | -                             | -                             | -                                  | -                                 |
| 2001  | -                           | -                           | 2e tour Nicolás Lapentti    | Julian Knowle Lorenzo Manta       | Quart de finale Joan Balcells | Donald Johnson Jared Palmer   | Demi-finale Paul Haarhuis          | Wayne Black Kevin Ullyett         |
| 2002  | 3e tour Wayne Black         | Donald Johnson Jared Palmer | 1er tour Julien Boutter     | Paul Haarhuis Ievgueni Kafelnikov | 3e tour Julien Boutter        | Mahesh Bhupathi Max Mirnyi    | 2e tour Julien Boutter             | George Bastl Roger Federer        |
| 2003  | 2e tour John van Lottum     | Martin Damm Cyril Suk       | 1er tour John van Lottum    | Juan Ignacio Chela Sergio Roitman | -                             | -                             | -                                  | -                                 |